# ناظم بابایف
ناظم بابایف (انگلیسی: Nazim Babayev؛ زادهٔ ۸ اکتبر ۱۹۹۷) ورزشکار دو و میدانی اهل جمهوری آذربایجان است.
وی در مسابقات کشوری و بین‌المللی در مجموع برندهٔ ۳ مدال طلا، ۱ مدال برنز شده‌است.